# Хади Такташ (организованная преступная группировка)
«Хади́ Такта́ш» (тат. Һади Такташ) — одна из известных российских ОПГ, которая возникла в начале 80-х годов XX века и была ликвидирована спустя почти 20 лет. Названа по наименованию улицы, на которой выросли основные её члены.

## История возникновения
В 1980-е годы в отдельных газетах и юридической литературе СССР стало встречаться понятие «казанский феномен». Подростки из рабочих слободок с окраин Казани стали объединяться в молодёжные банды, носившие имена по названиям районов или улиц, на которых проживали члены данных группировок. Они начинали «делить асфальт» — вести войну за территории в городе, устраивая кровавые битвы «стенка на стенку» с использованием арматур и металлических шаров.
Данные о количестве казанских банд варьируются в разных источниках. В 1986 году советской милицией был составлен список из 3,5 тысяч членов уличных преступных группировок Казани; в некоторых газетах число банд варьировалось от 65 до 75, а ВЛКСМ называл цифру от 80 до 90 банд. КПСС от комсомола получила первые сведения о наличии подростковых банд в Казани в 1984—1986 годах. По словам Роберта Гараева, бывшего члена одной такой группировки и автора книги «Слово пацана», в Казани существовало не менее 150 крупных уличных банд, причём порой враждовали не только улицы, но и даже дворы.
В казанских бандах была сформирована собственная возрастная иерархия, которая могла насчитывать до шести уровней, однако в большинстве банд было три уровня: так называемая «скорлупа» или «шелуха» (младшие), «супера» (парни постарше) и «старшаки» (самые старшие в банде). Всех, кто не был связан с бандами, называли «чушпанами» и могли безнаказанно избивать их. Среди членов банд порой встречались и дети известных партийных деятелей: так, в доме, где селились члены обкома КПСС, обосновалась группировка «Сквер», которая влилась в состав банды «Калуга». В основе каждой банды лежала коллективная ответственность и железная дисциплина, что превращало банду в некую военизированную структуру: за нарушение закона «старшими» избивался не только нарушитель, но и вся его возрастная группа. У каждой группы была своя одежда (преимущественно широкие штаны-ширачи, шапки-фернандельки и вальтовки, гондончики, фуфайки-климатички, валенки) и свой кодекс чести, который отчасти ориентировался на здоровый образ жизни и патриотизм, а отчасти был схож с воровским законом: среди обязанностей членов банды были участие в сборах дани и «войнах» против соседних группировок.
Помимо Казани, подобная картина имела место также и в Набережных Челнах: в плане масштаба, структур банд и последствий подобных стычек криминогенная обстановка в Казани превосходила обстановку в Москве или Ленинграде в те же годы. После распада СССР и коренного перелома в государственном строе России многие казанские банды прекратили своё существование, однако «бывшие» малолетние хулиганы ушли в бизнес и стали заниматься рэкетом. Для некоторых людей грабежи и убийства стали единственными возможностями заработать на жизнь или оказались единственным развлечением; сторонники «традиционных» банд позже открестились от подобных лиц, посчитав их предателями «уличных идей».

## Возвышение
Группировка «Хади Такташ» сложилась в 1982 году в Вахитовском районе Казани, на пересечении улиц Хади Такташа (в просторечии — Хадишка) и Жданова (ныне — Улица Нурсултана Назарбаева). Название происходило от улицы, на которой жили члены группировки. Часть из её членов уже ранее отбывала наказание в виде лишения свободы. Вначале это были подростки, которые на первых порах ограничивались нападениями на прохожих и драками с другими молодёжными бандами. Период возвышения пришёлся на начало 1990-х годов — распад СССР и становление рыночной экономики.
В сентябре 1993 года трое жителей Казани — Ильсур Валеев, Рустам Бареев и Владимир Диденко Валериевич — поехали по делам в Москву и бесследно пропали. Спустя некоторое время в столицу отправились ещё несколько жителей Казани — Александр Кобальнов, Булат Куваков и Сергей Аксанов. Они были приятелями первых троих пропавших и поехали на их поиски. Вскоре они также исчезли.
В начале января 1994 года в коллекторе реки Чермянки на окраине Москвы были обнаружены два расчленённых трупа. Экспертиза показала, что это тела Кобальнова и Кувакова. Остальные четверо пропали без вести, видимо, тоже были убиты, но их тела так никогда и не были обнаружены.
Вскоре выяснилось, что все погибшие и пропавшие были членами казанской группировки «Хади Такташ». К тому времени она раскололась на две бригады — «стариков» и «молодых». «Старики» выступали за традиционные понятия, а «молодые» — за реализацию их влияния в экономике, власти и в других сферах жизни.
К началу 90-х годов XX века главой «стариков» был Рауф Шарафутдинов по кличке Рафа, главой «молодых» — Анвар Халиуллин. «Молодые» стали активно заниматься бизнесом. Они взяли под свой контроль казанский комбинат «Оргсинтез», выгодно продавая его продукцию — крошку и плёнку. «Старики» тут же решили брать долю с операций «молодых», но получили жёсткий отпор.
4 ноября 1992 года Анвар Халиуллин, отказавшийся делиться, был убит через дыру в заборе из ружья. В январе 1993 года «молодые» ответили — Шарафутдинов был убит в Москве на Пантелеевской улице. Вскоре на территории Москвы произошли шесть убийств и исчезновений. Все убитые относились к клану «стариков», что позволило посчитать, что к преступлению были причастны «молодые».
После завершения «зачистки» лидером «Хади Такташ» стал Николай Гусев. Он замкнул все основные финансовые потоки на себя. Своим партнёром и правой рукой в группировке он делает умного и рассудительного Радика Галиакберова по кличке «Раджа».
После истечения сроков расследования уголовного дела об убийстве шести человек в Москве и его приостановки Гусев уехал на постоянное место жительства в Испанию. Во главе группировки стал Галиакберов. Костяк банды составили Андрей Ситнов («Сито»), Вадим Зайнутдинов («Бульба»), Сергей Гребенников («Промокашка»), Александр Сычёв («Сыч»), Асхат Валиуллин («Хромой Асхат»), Павел Комлев («Кащей»), Айрат Хакимов («Хохол») и Денис Лонщаков («Толстый»).
Раджа продолжил зачистку оставшихся «стариков». Были убиты более неактивные члены группировки Володин и Маряшин и ряд других. Поскольку врагов больше не осталось, «хадишевские» стали двигаться дальше. Они взяли под свой контроль всю проституцию Казани (только этот бизнес приносил до 5 тысяч долларов ежедневного дохода) и сферу сбыта наркотиков, реализуя в день до 1 кг героина. Шефство над проститутками доверили ранее судимому за изнасилование Александру Сычёву. Также «хадишевские» прибрали к рукам сферу ритуальных услуг Казани. В криминальный оборот попали более 40 фирм, заводов, ресторанов, банков и даже два кладбища.
Некоторое время группировка вела себя относительно тихо. Но уже летом 1995 года были убиты активные её члены Эдуард Хайруллин и Дмитрий Воронцов. Через два года убили шурина Александра Кобальнова, который принимал активное участие в его поисках. Как всегда, свидетелей не было.
Останки Эдуарда «Экона» Хайруллина, входившего в состав «бригады Раджи» из «Хади Такташа», были найдены летом 1995 года в мешке, выброшенном на берег Волги у острова Нарименникова Зеленодольского района. Только летом 2016 года полиция установила, что убийцей Хайруллина оказался другой бандит из «Хади Такташ», Фарит «Форик» Мунипов. Как выяснилось, летом того года члены «бригады Раджи» поехали на дачу жарить шашлыки, однако во время отдыха Мунипов обвинил Хайруллина в общении с конкурентами и в результате завязавшейся драки застрелил Хайруллина из револьвера. После он расчленил его тело и сбросил в реку. Милиции он объяснил, что «Экон» враждовал с бандитами из Зеленодольска, а родственникам погибшего сказал, что тот якобы украл «общак» бригады и скрылся. Сам Мунипов погиб 19 октября 1996 года, поэтому уголовное дело в отношении него было прекращено.
Самым кровавым в истории «Хади Такташ» по праву считается 1997 год — год её наивысшего расцвета.

## Расцвет группировки
К этому времени Раджа создал классическое преступное сообщество с чёткой иерархической структурой, боевыми подразделениями, разведкой и контрразведкой, разработал систему псевдонимов, которой пользовались его подчинённые при переговорах по мобильникам и пейджерам. Во время переговоров, которые удалось восстановить во время следствия, использовались, например, такие фразы: «он получил кроссовки» (синоним «белых тапочек»), «мы сделали Венеру» (расчленённый труп). Галиакберов проводил «совещания» в офисе комбината «Здоровье». За опоздания на «планёрки» жестоко наказывал.
Наиболее опасными противниками Раджи в криминальном мире Казани была ОПГ «Жилплощадка» («Жилка») во главе с Хайдаром Закировым. «Жилковские» отобрали у «Хадишевских» комбинат «Оргсинтез», однако позже переключились на Санкт-Петербург, где летом 1996 года Закиров был убит киллерами. Это намного облегчило задачу Радже.
Другим противником «Хади Такташ» была промышлявшая в районе «Первые горки» группировка «Перваки». 25 августа 1997 года в квартире дома по улице Мавлютова обнаружили сразу три трупа — все члены «Перваков». Четвёртая жертва осталась жива. Раиль Мубараков по кличке «Рубль» дал показания, изобличавшие «хадишевских», в частности, Андрея Ситнова, который лично руководил расправой, и Сергея Гребенникова по кличке Промокашка.
Но вскоре Мубараков отказался от своих показаний, а двое других свидетелей — братья Николаевы, которые видели Ситнова и Гребенникова, были убиты. Ситнова и Гребенникова пришлось отпустить.
Лидером группировки «Перваки» был Альберт Батров по кличке Бибик. Половина группировки «Перваки», возглавляемая Батровым, объявила войну «хадишевским», а вторая половина отказалась воевать и шла под Фердинантом Юсуповым (Федя)
В результате войны погибли 9 членов «Перваков» и несколько случайных свидетелей. Из «хадишевских» погиб только один; Ситнов был ранен во время одной из разборок.
5 августа 1998 года был убит бывший член «Хади Такташ» Никита Воздвиженский. 9 марта 1999 года был убит ещё один бывший член «Хади Такташ» — Александр Сакмаров. Целью данного убийства, как позже выяснило следствие, было выманить Бибика из Москвы в Казань на похороны Сакмарова, который был свояком Бибика, но Бибик не приехал.

## Конец группировки
По оперативным данным, в конце 1990-х годов «Хади Такташ» состояла из трёх «бригад»: «раджовские», «волочаевские» и «кладбищенские». «Волочаевские» появились в середине 1990-х годов и получили своё название от улицы Волочаевская, где располагался один из немногих контролировавшихся бригадой объектов — станция техобслуживания. «Волочаевских» стали арестовывать осенью 1999 года (почти одновременно с участниками бригады Радика Галиакберова). Под стражу попал подозреваемый лидер ОПГ — Марс Гизатуллин («Марсик»). Ещё несколько человек, среди них Раис Галикеев, были объявлены в розыск.
В 2000 году Марсик был признан виновным в вымогательстве и незаконном лишении свободы и приговорён к трём годам лишения свободы. Освободившись, он, по слухам, собирался заняться бизнесом. Однако через месяц Марсика нашли расстрелянным в собственном автомобиле. На этом «волочаевские» фактически прекратили своё существование, тем более, что у станции техосмотра появился новый хозяин. Между тем поиски участников бригады не прекратились. Спустя шесть лет был наконец задержан находившийся в розыске Галикеев.
10 ноября 1999 года было совершено покушение на лидера «Павлюхинской» ОПГ Казани Владимира Марушкина. Киллера задержала охрана Марушкина, но сам авторитет был убит. Задержанным оказался Анатолий Новицкий, киллер «Хади Такташ». Новицкий дал показания против Раджи.
В конце 1999 года Галиакберов, Сычёв, Гребенников, Ситнов и другие члены группировки «Хади Такташ» были арестованы. Большинство из них давать показания отказывались. После чего на одном из допросов Новицкий заявил, что под давлением милиции оговорил себя, и отказался от прежних показаний.

## Следствие
Следствие по делу «Хади Такташ» не имело аналогов. Впервые должно было быть вырвано с корнем целое организованное преступное сообщество.
Впервые в истории российского судопроизводства полноценным образом была применена программа защиты свидетелей. По словам Эдуарда Абдуллина, члена следственной бригады и старшего помощника следственного управления Следственного комитета РФ по Республике Татарстан, на судебные заседания свидетелей привозили под охраной, в масках и балахонистых пальто, скрывавших фигуру. Во время судебных слушаний свидетели находились в некоей «тайной комнате», где были установлены микрофоны, менявшие голос, и камера: судья заходил в комнату для удостоверения личности и возвращался в зал заседания. Для проведения очных ставок нужны были комнаты с окном, замаскированным под зеркало, однако таковых в распоряжении следствия не было, и поэтому следователи шли на импровизации: перед свидетелем натягивали простыню, чтобы его не опознали бандиты, а на лицо надевали маску с прорезями для глаз. Одного свидетеля перед очной ставкой даже загримировали в оперном театре.
По некоторым данным, во время следствия члены группировки предъявили правительству Татарстана ультиматум — или Раджу отпустят на свободу, или Президент Республики Минтимер Шаймиев будет убит.

## Суд
По подсчётам следствия, на счету ОПГ «Хади Такташ» не менее 60 убийств. Но доказанными суд признал лишь 13 из них. Галиакберов на все обвинения отвечал одинаково: «Я не Раджа, я Радик. Всё это фикция».
В Верховном суде Республики Татарстан дело пробыло больше года. Заседания откладывались под предлогами: например, то один, то другой обвиняемый в камере ранили руку или ногу. Одна из наиболее активных свидетельниц со стороны обвинения Юлия Гаврилова скончалась у себя дома от отравления угарным газом 24 декабря 2001 года. Её якобы погубил костёр, разведённый неподалёку неизвестными бездомными. В январе 2002 года состоялся суд. Он приговорил:
- Галиакберова и Фахрутдинова — к пожизненному лишению свободы
- Гребенникова и Сычева — к 24 годам лишения свободы
- Зайнутдинова и Ситнова — к 22 годам лишения свободы
- Новицкого и Чернеева — к 20 годам лишения свободы
- Широкова — к 15 годам лишения свободы.
- Лонщакова — к 12 годам лишения свободы.
- Хакимова — к 8 годам лишения свободы.
- Комлева — к 7 годам лишения свободы.
- Валиуллина — к 6 годам лишения свободы.

В приговоре особенно подчёркивались «дерзкий характер и высокая степень опасности содеянного». 23 января 2002 года началось оглашение.
Приговор обжаловали в Верховном суде России все осуждённые. Одни просили прекратить дело в связи с недоказанностью, другие — отменить решение суда и провести процесс заново, а самой скромной была просьба одного из участников банды сократить ему срок хотя бы на год-два. Из жалоб бандитов следовало, что прокуратура не нашла ни оружия, которым, по данным следствия, пользовались обвиняемые, ни трупов якобы убитых ими лиц, а одного из них недавно даже видели живым. Лишь 7 из 13 бандитов захотели лично участвовать в рассмотрении их кассационных жалоб и в конце 2002 года были этапированы в Москву. Остальные, представлявшие главным образом верхушку группировки, предпочли ждать решения суда в казанском изоляторе.
Передача папок уголовного дела в Верховный Суд России должна была состояться ещё в мае 2002 года, однако осуждённые всячески затягивали процесс знакомства с материалами судебного следствия, дожидаясь вступления в силу нового уголовно-процессуального кодекса. За это время к прежним 13 адвокатам прибавились 2 новых.
Раджа утверждал, что его освободят в зале суда. Но кассационная коллегия под председательством судьи Зямиля Галиуллина 4 февраля 2003 года отклонила все до единой жалобы осуждённых и их адвокатов. Бандиты участвовали в этом процессе, находясь в СИЗО, с помощью телемонитора, на который транслировалось происходящее в зале суда. Определение Верховного суда повергло их в шок, но высказать своё возмущение преступники не смогли: телемониторы тут же отключили, а их самих спешно вернули в камеры.
Радик Галиакберов и Ринат Фахрутдинов были отправлены отбывать наказание в колонию «Чёрный дельфин» в Оренбургской области.
Принято считать, что программа защиты свидетелей сыграла определённую роль в том, что все члены банды «Хади Такташ» не только были признаны виновными, но и получили огромные тюремные сроки.

## Факты
- Девизом «хадишевских» было: «Хади Такташ — весь город наш!»[12]
- Раджа был ярым фанатом фильма Фрэнсиса Копполы «Крёстный отец». Знал его наизусть и очень любил цитировать нравоучения дона Корлеоне подчинённым. Выглядеть лидер «хадишевских» старался как денди — носил солидный костюм с дорогим галстуком и бронежилет, с которым практически не расставался[13].
- За помощью к Радже, уже отбывающему пожизненный срок, обращались в 2003 году сотрудники правоохранительных органов, занимавшиеся расследованием убийства директора казанского пивзавода «Красный Восток» Айбата Айбатова, совершенного 20 февраля 1996 года. Раджа заявил, что некто Борис Булатов обращался к нему с просьбой ликвидировать Айбатова, но его не устроила сумма гонорара[14]. Заказ принял бывший член его группировки — Сергей Павлов по кличке Матрос. Павлов и Булатов были арестованы и в 2006 году были приговорены к 9 и 11 годам лишения свободы соответственно. А Радже сделали некоторые послабления по режиму содержания.
- Галиакберов не оставлял попыток убедить окружающих в своей невиновности. Жаловался уполномоченному по правам человека в Оренбургской области. Затем в 2008 году подал жалобу в порядке надзора Генеральному прокурору России Юрию Чайке. В ней он указывал на нарушения, допущенные, по его мнению, в ходе следствия, а также несправедливость приговора[15].
- 4 августа 2008 года сотрудники правоохранительных органов Татарстана задержали Алексея Когтева. Он написал явку с повинной, в которой сознался в убийстве авторитета «Хади Такташ» и в подготовке убийства на территории Молдовы. 24 сентября 1994 года в лифте дома в Казани из автомата расстреляли Александра Маряшина. По оперативным данным, Маряшин по лидерству конкурировал с самим Радиком Галиакберовым. Убийство оставалось нераскрытым. Через год Когтев, после того, как, согласно обвинениям, убил Маряшина по заказу приближённого к Радже Евгения Егорова (Урындык), получил новое задание — ликвидировать в Бельцах местного авторитета по кличке Разведчик. Когтев в течение всей осени 1995 года наблюдал за своей жертвой в Молдове, но понял, что выполнить миссию нереально — цель тщательно охраняли. Он собрался вернуться в Татарстан, но был схвачен вычислившими его боевиками бригады Разведчика. Его похитили, вывезли в поле, где сломали ноги. После этого Когтева перевезли в одну из деревень, поместили в дом и приставили к нему охрану. Здесь от него потребовали выдать имена заказчиков. Пленник не только сообщил, кто заказал их лидера, но и рассказал об убийстве Маряшина, а люди Разведчика записали признания на видео. Когтев сбежал из плена в феврале 1996 года, ему удалось добраться до Казани[16]. Верховный Суд Республики Татарстан приговорил его к 8 годам лишения свободы[17].
- 24 мая 2009 года в Санкт-Петербурге на проспекте Королёва был задержан Олег Быков (Бычий), с 1999 года находившийся в федеральном розыске. Он принимал непосредственное участие в похищениях людей в ходе внутреннего конфликта в «Волочаевской бригаде». Первый из заложников, Руслан Ахметзянов, выжил, а труп второго, Олега Федорова по кличке Большой, так и не был найден. Похищения были раскрыты в конце 1999 года, тогда удалось арестовать четверых «волочаевских». Вскоре они были осуждены. Но Олегу Быкову удалось скрыться вместе со своей сожительницей, которая в 2000 году обвинялась в торговле наркотиками, но сбежала из зала суда в момент оглашения приговора. Как выяснилось позже, оба беглеца перебрались в Санкт-Петербург и работали вплоть до задержания в торговом комплексе «Богатырский»[18][19].
- В 2012 году Галиакберов был этапирован из «Чёрного дельфина» в Верховный суд Республики Татарстан для участия в процессе по уголовному делу «Перваков» в качестве свидетеля. Туда же привезли Фахрутдинова[20]. 15 мая 2012 года в Верховном суде Татарстана он был допрошен по поводу кровавой войны двух казанских группировок. Однако сам допрос занял около 15 минут — на все вопросы Раджа отвечал достаточно расплывчато[21]. К примеру, Галиакберов заявил, что в 1990-е не имел никакого отношения к «Хади Такташ». В Казани Раджа провёл без малого 8 месяцев в СИЗО на улице Япеева и уехал обратно в самую закрытую колонию России только в январе 2013 года. Дело заключалось в том, что его должны были допросить по делу ОПГ «Калуга»[22]. А в судебной системе Татарстана разгорелся новый скандал, вызванный оправдательным приговором членам ОПГ «Перваки», которых обвиняли в многочисленных убийствах[23].
- В 2024 году Ринат Фархутдинов назвал заказчиков убийства казанского бизнесмена Олега Палутина в 1999 году, это были заместитель генерального директора ООО «Автодор» Вадим Сошников и его подчинённый Рафаиль Хамдеев[24].